# Pedro Carmona Estanga
Pedro Francisco Carmona Estanga (Barquisimeto, Lara, Veneçuela, 15 d'abril de 1941) és un polític, economista i empresari veneçolà, que va ser president de la patronal Fedecámaras i President defacte de la República, després del cop d'estat de l'11 d'abril de 2002 que va portar a terme amb el suport de nombrosos grups socials i polítics, així com de la jerarquia militar i catòlica i dels governs dels Estats Units i Espanya contra el govern constitucional de Hugo Chávez.
Carmona es va autonomenar president i va dissoldre el parlament, va anul·lar la Constitució, i va destituir per decret els principals organismes de poder de la República. Durant el seu curt mandat es va produir una forta repressió que va causar desenes de morts i diversos dirigents democràtics van ser arrestats.
Només dos dies després del cop d'estat, el 13 d'abril de 2002, un massiu moviment popular, que va comptar amb el suport de la base de l'exèrcit, el va forçar a retornar el poder al president legítim. Posat sota arrest domiciliari a l'espera de judici, va fugir del país, autoexiliant-se a Colòmbia.